# Židovský hřbitov v Dlouhé Vsi
Židovský hřbitov v Dlouhé Vsi, založený před rokem 1724, je přístupný po polní cestě pokračující od ulice na jihovýchod od katolického kostela v obci Dlouhá Ves za posledním domkem mezi louky. Je chráněn jako kulturní památka České republiky.
Z necelé padesátky náhrobních kamenů je nejstarší čitelný z roku 1724. Za nacistické okupace byl areál hřbitova zcela zničen, po druhé světové válce sem však náhrobky byly vráceny a hřbitov byl zčásti zrekonstruován. Ohradní zeď se nedochovala.